# جو غراند
جو غراند (بالإنجليزية: Joe Grand)‏ هو مهندس أمريكي، ولد في 3 سبتمبر 1975 في بوسطن في الولايات المتحدة.